# Tornhuset, Sundsvall
Tornhuset, före detta Sundsvalls kårhus, dessförinnan stadsbibliotek och högskolebibliotek, är en fastighet på Köpmangatan 15 i Sundsvall. Lokalen används  som mötesplats för kommunens ungdomsverksamhet och för föreningar, för fritidsgårdsverksamhet och för kurser under skollov. Den har konferensrum, övnings- och konsertlokaler för musikgrupper, samt verkstads- och utställningslokaler för konst.

## Historia
Huset på Köpmangatan 15 byggdes ursprungligen för dåvarande Sundsvalls Schacksällskap som bildades 1877, som efter tio år byggde huset efter bildandet av "AB Sällskapet". Huset stod klart ett år innan Sundsvallsbranden 1888 och hade ritats av Sundsvalls dåvarande stadsarkitekt Per Appelberg. 1896 köptes huset av Ordenssällskapet W:6. Sällskapet huserade i byggnaden ända fram till 1970.

### Tidigare bibliotek
År 1939 flyttade Sundsvalls stadsbibliotek in i byggnaden, först på gatuplan. Något år senare öppnade en restaurang i källaren. År 1970 tog biblioteket över ägandet av hela huset. Biblioteket flyttade till Kulturmagasinet 1986. 
Efter att högskolan i Sundsvall/Härnösand bildades 1977 integrerades ett högskolebibliotek i stadsbibliotekets lokaler, på övervåningen. År 1987 flyttade högskolebiblioteket i Sundsvall till Utvecklingscentrum (numera Metropol) och 1997 till campus Åkroken.

### Tidigare kårhus
Studentkåren i Sundsvall (SKS) tog över huset år 1987 eller 1989. Fram till 2016 användes av aktiebolaget Sundsvalls Studenters Kårhus (SSKAB), vilket i sin tur ägdes av Studentkåren i Sundsvall, Dessförinnan utgjorde det Sundsvalls stadsbibliotek.
I slutet av augusti 2016 flyttades kårhusets verksamhet till nya lokaler på Grönborg. I januari 2019 försattes Sundsvalls Studenters Kårhus AB i konkurs, men restaurangverksamheten inklusive nattklubben Medelpads nation drevs vidare på Grönborg av andra.

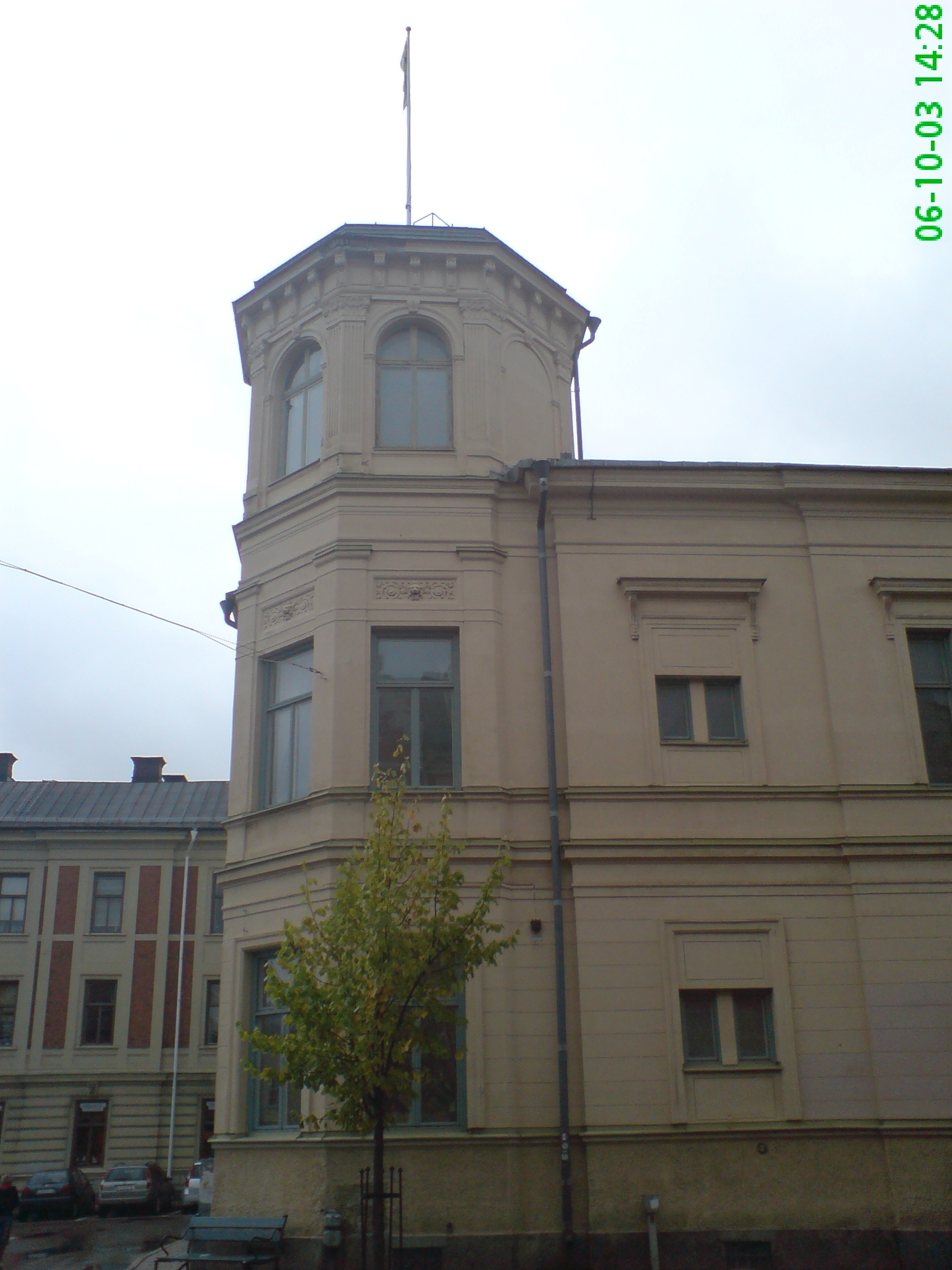
Tornhuset Köpmangatan 15, mitt i Sundsvall

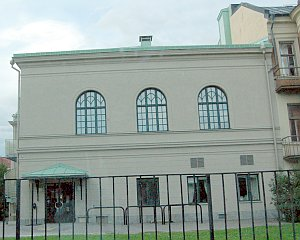
Tornhuset från baksidan på Norra Järnvägsgatan.

## Lokaler
På den övre våningen finns salarna Valhall och Ve, som rymmer 250 respektive 110 gäster. Ve har nyromantisk 1800-talsstil med pampiga kristallkronor, och är dessutom K-märkt. 

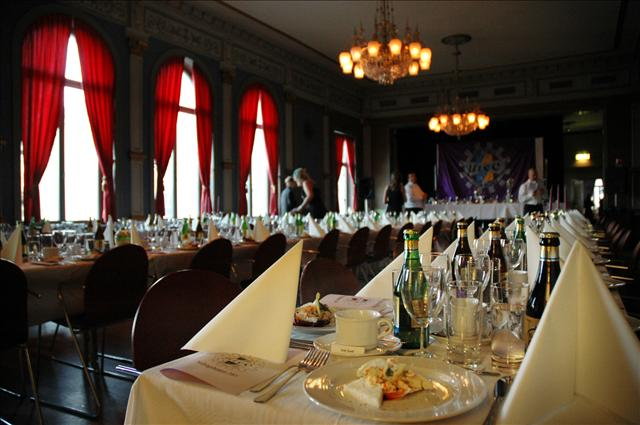
Ordenssalen Ve.